# NGC 2924
NGC 2924 é uma galáxia elíptica (E) localizada na direcção da constelação de Hydra. Possui uma declinação de -16° 23' 53" e uma ascensão recta de 9 horas, 35 minutos e 10,9 segundos.
A galáxia NGC 2924 foi descoberta em 12 de Fevereiro de 1836 por John Herschel.